# 王黎之
王黎之（1921年—2014年3月28日），男，山东冠县人，中华人民共和国政治人物，第七届、八届全国政协常务委员。

## 生平
1938年加入中国共产党。参加中国抗日战争，担任鲁西北青救会主任；第二次国共内战中，担任晋冀鲁豫军区七纵政治部民运部副部长，中共光商县委书记，白雀县委书记、白雀支队政委，潢川地委宣传部长、地委副书记、信阳地委第二书记。后担任洛阳市委书记，郑州市委第一书记、四川省委书记，四川省政协副主席。2014年3月28日因病去世。